# Foto-albums
Foto-albums is een single van André van Duin. De single werd in de Wisseloordstudio's opgenomen onder leiding van muziekproducent Will Hoebee in een arrangement van orkestleider Harry van Hoof.
Foto-albums is een cover van Magic moments van Hal David en Burt Bacharach in 1958 gezongen door Perry Como. Later zongen Elvis Costello en Erasure het ook. André van Duin schreef er een Nederlandse tekst bij en maakte en passant bij sommige versies op de platenhoes reclame voor Henzo, een bedrijf in fotolijsten en -albums. Het is een van Van Duins meer serieuze liedjes.
De B-kant Het was gezellig is een cover van That's amore, geschreven door Harry Warren en Jack Brooks. Dat lied stamt uit de tijd van Dean Martin (1953). Connie Francis en Helmut Lotti zongen het later. Ook hier kwam een nieuwe tekst van Van Duin.
In Nederland werden de Nederlandse Top 40 en Nationale Hitparade niet bereikt. De Belgische BRT Top 30 en Vlaamse Ultratop 30 kennen ook geen notering.